# Time of Our Lives/Connected
«Time of Our Lives/Connected» (рус. «Время наших жизней/Связанный») — это двойной сингл Пола ван Дайка. Песня «Time of Our Lives» была записана в сотрудничестве с британской рок-группой Vega 4. «Connected» участвовала в рекламной кампании Motorola и попала в саундтрек фильма Добро пожаловать в рай!.

## Список композиций

### CD версия
1. Radio Edit
2. PVD Club Mix
3. Motomix 05
4. «Time of Our Lives» (Enhanced Video)

### Грампластинка
1. PVD Club Mix
2. Motomix 05

## Чарты
| Чарт(2003)                | Пик |
| ------------------------- | --- |
| Eurochart Hot 100 Singles | 34  |
| Германия                  | 14  |
| Ирландия                  | 41  |
| Ö3 Austria Top 40         | 47  |
| Швейцария                 | 70  |
| UK Singles Chart          | 28  |